# Bunt-Bartvogel
Der Bunt-Bartvogel (Eubucco versicolor) ist eine Vogelart aus der Familie der Amerikanischen Bartvögel. Die farbenprächtige Art, die einen sehr auffälligen Sexualdimorphismus zeigt, kommt in Südamerika vor. Es werden mehrere Unterarten unterschieden. Die IUCN stuft den Bunt-Bartvogel als nicht gefährdet (least concern) ein. 

## Erscheinungsbild

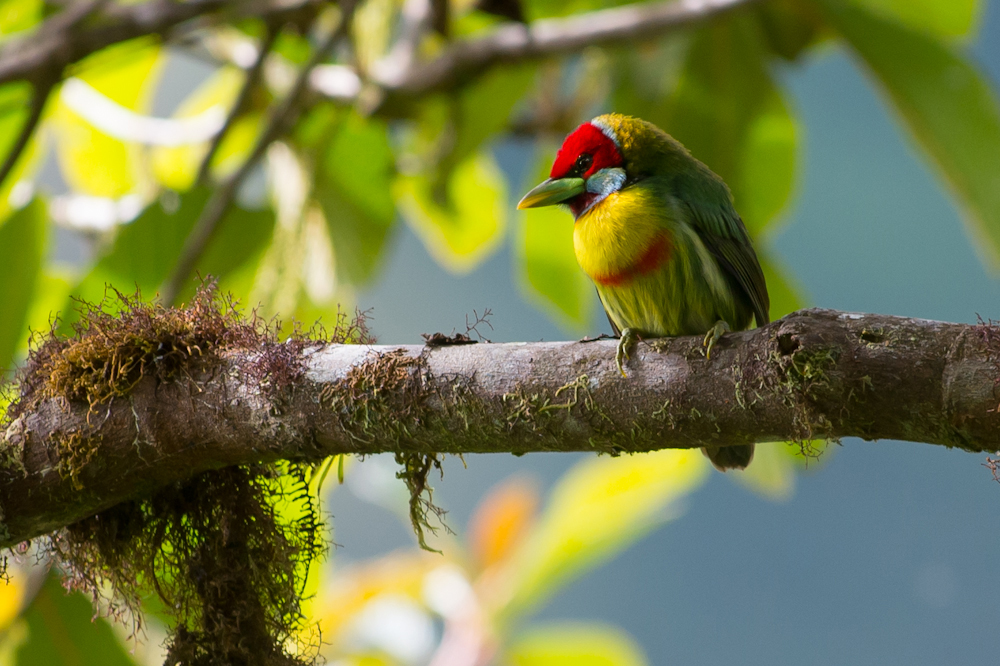
Männchen

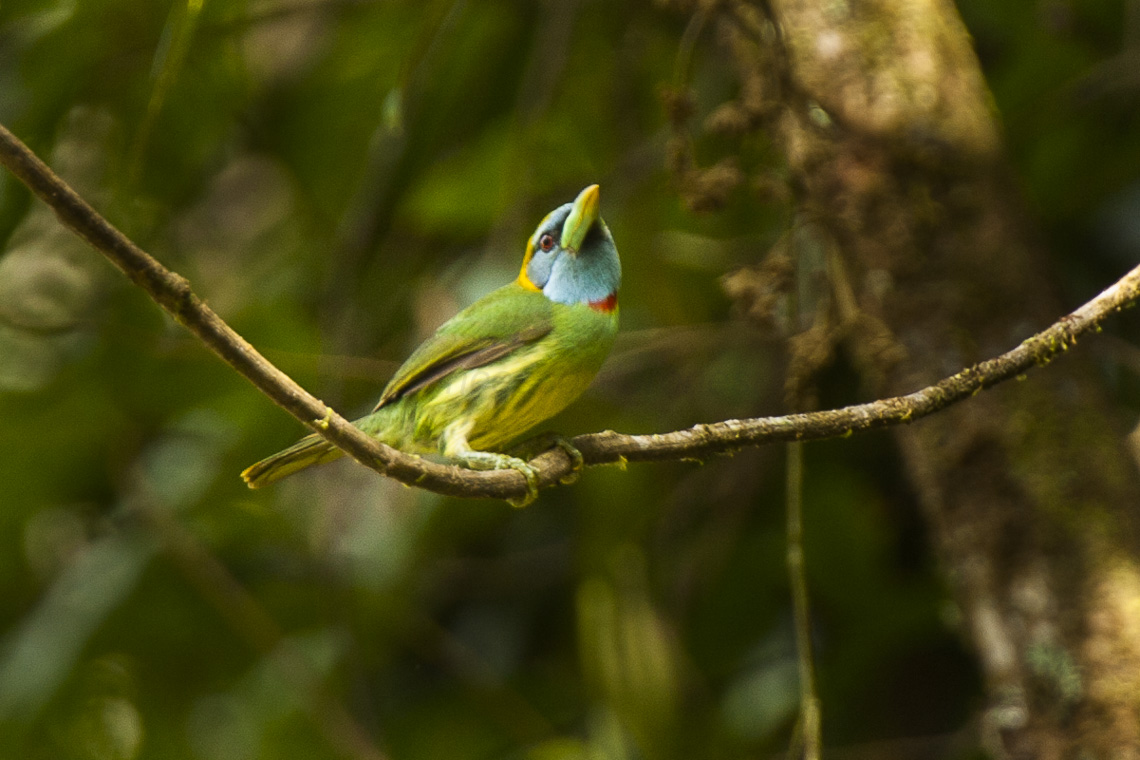
Weibchen

Die Männchen der Nominatform erreichen eine Flügellänge von 6,8 bis 7,4 Zentimetern. Der Schwanz ist zwischen 4,7 und 5,6 Zentimeter lang. Die Schnabellänge beträgt 1,8 bis 2,2 Zentimeter.
Die Männchen weisen rechts und links an der Schnabelbasis einen feinen schwarzen Strich auf, die Stirn, der Oberkopf und die Ohrdecken sind rot. Die Region um die Augen ist jeweils schwarz. Eine feine, blassblaue Linie grenzt den roten Oberkopf vom grünlichen Nackengefieder ab. Die übrige Körperoberseite ist grün mit einem bläulichen Schimmer. Die Steuerfedern sind bronzegrün mit schwarzbraunen Federschäften. Das Kinn ist schwarz, die rote Kehle ist von zwei blassblauen Flecken eingerahmt. Die Brust ist goldgelb. Über den Bauch verläuft ein rotes Band, das an den Körperseiten endet. Die Körperseiten und Flanken sind dunkelgrün und weiß gestreift. Der Schnabel ist im Verhältnis zur Körpergröße lang, der Oberschnabel leicht gebogen. Die Schnabelfarbe ist limonengrün bis gelbgrün, die Schnabelspitze gelb. Die unbefiederte Haut rund um die Augen ist schwarz, die Augen sind bei den meisten Individuen dunkelrot.
Beim Weibchen sind das Kinn, die Region zwischen Schnabel und Augen und die Stirn schwarz, die Ohrdecken und die Kehle dagegen hellblau. Der Oberkopf ist grüngelblich, der Nacken etwas grünlicher. Ein gelber bis matt orangefarbener Streifen verläuft über den Augen sowie entlang der Nackenseiten. Die übrige Körperoberseite ist grünlich mit einem etwas ausgeprägteren Blauton als beim Männchen. Ein schmales orangerotes Band trennt die Kehle von der Brust. Die Vorderbrust ist blass grünblau bis blass gelblich-grün. Die untere Brust ist matt grüngelb. Die Körperseiten, die Flanken und der Bauch sowie die Unterschwanzdecken sind gelbgrün gestreift.
Die Körperform der Bunt-Bartvögel erinnert an Tangaren. Die einzige andere Bartvogelart, mit der der Bunt-Bartvogel verwechselt werden kann, ist der Anden-Bartvogel. Die Verbreitungsgebiete der beiden Arten überlappen in Nordperu. Die Weibchen der Bunt-Bartvögel können von den Weibchen der Anden-Bartvögel durch ihre hellblaue Kehle unterschieden werden. Die Männchen unterscheiden sich von den Männchen der Anden-Bartvögel durch ihre blauen Flecke an den Kopfseiten.

## Verbreitung und Lebensweise

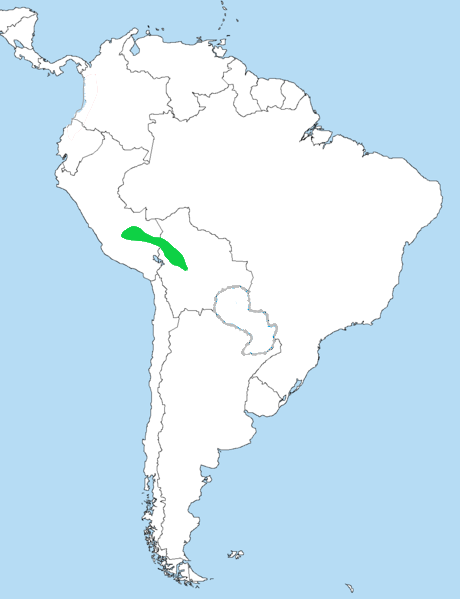
Verbreitungsgebiet des Bunt-Bartvogels (grün)

Der Bunt-Bartvogel kommt in Wäldern der östlichen Anden vom Norden Perus bis in die Mitte Boliviens vor. Er lebt gewöhnlich in Höhenlagen zwischen 1000 und 2000 Metern, kommt aber im Norden Perus auch schon in Höhenlagen von 675 Metern vor. 
Die Lebensraumanforderungen des Bunt-Bartvogels sind bislang nur unzureichend untersucht. Er bevorzugt feuchte, tropische und subtropische Bergwälder mit dichtem Unterwuchs und reichem Vorkommen von Bromelien, Epiphyten und Moosen. Er dringt gelegentlich auch in älteren Sekundärwald vor. Nahrung sucht er an Bäumen meistens in einem Höhenbereich von etwa zehn Metern, kommt aber auch bis auf einen Meter in Bodennähe herab. Früchte machen den größten Teil seiner Nahrung aus. Es frisst daneben aber auch Insekten, die er gewöhnlich findet, indem er trockene Blätter durchsucht, die sich in Astgabeln gesammelt haben. Er lebt normalerweise einzelgängerisch, nur an Bäumen, die reichlich Früchte tragen, werden gelegentlich mehrere Anden-Bartvögel beobachtet. Die Fortpflanzungsbiologie dieser Art ist bislang nicht untersucht.

## Belege